# Керриган, Лодж
Лодж Керриган (англ. Lodge Kerrigan, род. 23 марта 1964 года, Нью-Йорк, США) — американский кинорежиссёр, лауреат многочисленных международных фестивалей.

## Биография
Закончил бакалавриат Колумбийского университета и Graduate School of Film в Нью-Йоркском университете. Считает себя продолжателем традиций Робера Брессона и Шанталь Акерман. Начал работу в киноиндустрии в качестве ассистента кинооператора на нескольких независимых проектах (в том числе, на съёмках «High School» Фредерика Уайзмана) и как актёр (фильм «В поисках Одноглазого Джимми», чёрная комедия с участием Стива Бушеми и Сэмюэла Л. Джексона).
Впервые привлёк к себе внимание кинокритиков и публики в 1994 году, когда его фильм «Чистый, бритый» был показан на Каннском международном кинофестивале в программе Un Certain Regard. Этот фильм прослеживает последние дни жизни и гибель человека, страдающего тяжёлым расстройством психики, только что покинувшего психиатрическую клинику, который направляется на поиски дочери, живущей в приёмной семье. Его история пересекается с розысками полицией убийцы, за которого и принимают героя фильма детективы. Фильм стал лучшим в творчестве артиста Питера Грина, достоверно передавшего особенности поведения шизофреника, и произвёл шокирующее впечатление на зрителей и кинокритиков жестокостью сцен, в которых его герой срывает себе ноготь и сдирает с себя кожу.
В 1998 году снял фильм «Клэр Долан». Героиня фильма, в ужасе от смерти своей матери, решает выйти из бизнеса секс-услуг, в котором прежде с успехом работала. Фильм был номинирован на Золотую пальмовую ветвь Каннского кинофестиваля и с успехом прошёл на других европейских международных фестивалях.
В 2004 году снял фильм «В руках Бога» («Кейн»). Герой фильма (его играет Дэмиэн Льюис) переживает потерю дочери. Он уверен, что она погибла в автокатастрофе. Знакомство с женщиной, испытывающей трудности в семейных отношениях, и её семилетней дочерью меняет его и их судьбу. Фильм «В руках Бога» был показан более чем на 10 кинофестивалях, получил большое количество наград, был высоко оценён кинокритикой. Фильм получил в американском прокате рейтинг R, вышел в ограниченный кинопрокат и собрал 30 тысяч долларов при бюджете в 850 тысяч.
В 2007 году работал над ремейком фильма французского режиссёра Андре Тешине «Воры», однако в силу обстоятельств не сумел довести свою работу до выпуска фильма в прокат.
В 2010 году снял свой последний на данное время полнометражный художественный фильм «Ребекка Х.» («Rebecca H. Return to the Dogs»). Фильм был представлен на Каннском кинофестивале в программе Un Certain Regard, получил высокую оценку критиков.
С 2012 года Керриган работает на телевидении в качестве режиссёра телесериалов.

## Особенности творчества
Режиссёр ведёт замкнутый образ жизни, пытается избежать внимания СМИ к своей персоне и редко комментирует свои фильмы. Эта позиция находит отражение в детально отточенной, но замаскированной под документ режиссуре, отличающей его фильмы. Для творчества режиссёра характерен интерес к одинокому и страдающему расстройством психики герою, который по воле независящих от него обстоятельств оказывается в центре непредсказуемых событий.
Кинокритики отмечают влияние фильмов Керригана на творчество Стивена Содерберга и позднее творчество Дэвида Кроненберга. В свою очередь, он сам говорит о собственном сильном интересе к творчеству Карлоса Рейгадаса и Кристиана Петцольда.
Является Adjunct Professor в Tisch School of the Arts в Нью-Йоркском университете.
Лодж Керриган — известный фотограф, работающий для французских изданий. Он входил в состав жюри на многочисленных кинофестивалях, в том числе в Роттердаме и Салониках. Стал обладателем грантов от Фонда Гуггенхайма, Фонда Рокфеллера и Национального фонда искусств. Фильмы Керригана были представлены в Smithsonian’s Hirschhorn Museum, в American Museum of the Moving Image, на Ежегодной конференции Американской психиатрической ассоциации, становились предметом ретроспективы в Турине, Буэнос-Айресе и Рейкьявике.

## Фильмография

### Полнометражные фильмы
| Год  | Название фильма                                            | Режиссёр | Автор сценария | Актёр | Награды |
| ---- | ---------------------------------------------------------- | -------- | -------------- | ----- | --- |
| 1993 | Чистый, бритый (Clean, Shaven, США)                        | Да       | Да             |       | Chicago International Film Festival 1993. Победитель — Silver Hugo в номинации Best First Feature Film. Fantasporto 1995. Победитель — Directors' Week Award, победитель — Special Jury Award. Номинация в категории International Fantasy Film Award Best Film. Independent Spirit Awards 1995. Победитель — Someone to Watch Award. Номинация в категории Best First Feature. New York Film Critics Circle Awards 1995. 2nd place NYFCC Award в номинации Best First Film. Sundance Film Festival 1994. Номинация в категории Grand Jury Prize Dramatic. Taormina International Film Festival 1994. Победитель в номинации Best Actor для Питера Грина. Номинация в категории Golden Charybdis для Лоджа Керригана. |
| 1988 | Клэр Долан (Claire Dolan, США, Франция)                    | Да       | Да             |       | Cannes Film Festival 1998. Номинация на Palme d’Or для Лоджа Керригана. Ghent International Film Festival 1998. Победитель — Georges Delerue Prize для композиторов Simon Fisher-Turner и Ahrin Mishan. Independent Spirit Awards 1999. Номинации в категориях Best Feature для Ann Ruark, Best Director для Лоджа Керригана и Best Female Lead для Katrin Cartlidge. Stockholm Film Festival 1998. Номинация на Bronze Horse для Лоджа Керригана. |
| 2004 | В руках Бога (Кейн) (Keane, США)                           | Да       | Да             |       | Deauville Film Festival 2005. Победитель в номинациях Critics Award и Jury Special Prize. Номинация на Grand Special Prize. Gotham Awards 2005. Номинация в категориях Best Film и Breakthrough Award. Independent Spirit Awards 2006. Номинация в категории Best Cinematography. |
| 2007 | Воры (фильм остался незаконченным, США)                    | Да       |                |       | |
| 2010 | Ребекка Х. (Rebecca H. (Return to the Dogs), США, Франция) | Да       | Да             | Да    | Cannes Film Festival 2010. Номинация в категории Un Certain Regard для Лоджа Керригана. |

### Телесериалы
| Год       | Название сериала                         | Эпизоды                                                                    | Награды                                                                          |
| --------- | ---------------------------------------- | -------------------------------------------------------------------------- | -------------------------------------------------------------------------------- |
| 2012      | Родина (Homeland, TV Series)             | 1 эпизод, «State of Independence», 2012                                    | Коллективная номинация Best Direction in a Drama Series на OFTA Television Award |
| 2013      | Лонгмайр (Longmire, TV Series)           | 1 эпизод, «Carcasses», 2013                                                |                                                                                  |
| 2014      | Мотель Бейтса (Bates Motel, TV Series)   | 1 эпизод, «Caleb», 2014                                                    |                                                                                  |
| 2014      | Американцы (The Americans, TV Series)    | 1 эпизод, «A Little Night Music», 2014                                     |                                                                                  |
| 2014      | Красная дорога (The Red Road, TV Series) | 2 эпизода: «The Great Snake Battle», «The Bad Weapons», оба — 2014         |                                                                                  |
| 2013-2014 | Убийство (The Killing, TV Series)        | 3 эпизода: «Unraveling», 2014, «Try», 2013, «That You Fear the Most», 2013 |                                                                                  |
| 2015      | The Girlfriend Experience (TV Series)    | 1 эпизод, pre-production «A Friend»                                        |                                                                                  |